# Грујо Борић
Грујо Борић (Дервента, 12. јул 1938 — Београд, 2. август 2025) био је генерал-потпуковник Војске Републике Српске.

## Биографија
Рођен је 12. јула 1938 у селу Дервента, од оца Миљка радника и мајке Гроздане домаћице. Има три брата и три сестре. Био је ожењен и има двоје дјеце, од којих је добио троје унучади.

## Школовање
Послије ниже реалне гимназије коју је завршио 1949. године уписао је Подофицирску школу, смјер артиљерија у Задру, коју је завршио одличним успјехом 1956. године. Војну академију, такође смјер артиљерија, у Београду завршио је 1962. године са врло добрим успјехом. Након тога је завршио Артиљеријску школу за усавршавање официра 1964. године, Командно-штабну академију 1976. и Школу народне одбране 1981. године. Поред тога похађао је и успјешно завршио курсеве: аутотракторски 1956. и фискултурни 1957. године.

## Војна каријера
У току службе у ЈНА обављао је дужности: командира одјељења 1956; питомаца 1958-1962; командира вода 1962-1964; на школовању 1964; командира тренажног одјељења 1964-1967; командира батерије 1967-1969; команданта дивизиона 1969-1975; начелника штаба артиљеријске бригаде 1976-1980; на школовању 1980; команданта артиљеријске противоклопне бригаде 1981-1985; начелника штаба дивизије; команданта 7. банијске дивизије 1985-1988; начелника штаба одбране града Загреба 1988; помоћника команданта за позадину 10. корпуса 1988-1990.
Службовао је у гарнизонима Марибор, Цеље, Пула, Вировитица, Нова Градишка, Крижевци, Петриња, Карловац, Загреб и Бихаћ.
Почетак оружаних сукоба у СФРЈ затекао га је на служби у гарнизону Загреб. Посљедња дужност у ЈНА му је била помоћник командант корпуса, у чину пуковника. У Војсци Републике Српске је био од 15. маја 1992. године и обављао је дужноста команданта 2. крајишког корпуса Војске Републике Српске 1992-1994 и команданта Школског центра „Генерал Рајко Балаћ“ Бања Лука 1994-1996.
Пензионисан је 31. јула 1998. године. Живио је у Новом Саду.
Преминуо је 2. августа 2025. године у Београду.

### Унапређења
| Година |  | Чин                 |          |
| ------ |  | ------------------- | -------- |
| 1956   |  | водник              |          |
| 1962   |  | потпоручник         |          |
| 1965   |  | поручник            |          |
| 1968   |  | капетан             |          |
| 1970   |  | капетан I класе     | ванредно |
| 1975   |  | мајор               |          |
| 1979   |  | потпуковник         |          |
| 1984   |  | пуковник            |          |
| 1993   |  | генерал-мајор       |          |
| 1998   |  | генерал-потпуковник |          |

### Одликовања
| Година |                                             | Одликовање                                         |
| ------ | ------------------------------------------- | -------------------------------------------------- |
| 1958   | Медаља за војничке врлине                   | Медаља за војничке врлине                          |
| 1963   | Медаља за војне заслуге                     | Медаља за војне заслуге                            |
| 1969   | Орден за војне заслуге са сребрним мачевима | Орден за војне заслуге са сребрним мачевима        |
| 1977   | Орден народне армије са сребрном звездом    | Орден народне армије са сребрном звијездом         |
| 1982   | Орден за војне заслуге са златним мачевима  | Орден за војне заслуге са златним мачевима         |
| 1986   | Орден народне армије са ловоровим венцем    | Орден народне армије са златном звијездом          |
| 1991   | Орден за храброст                           | Орден за храброст                                  |
| 1991   | Орден Карађорђеве звијезде I реда           | Орден Карађорђеве звијезде I реда Републике Српске |

## Политичка каријера
У периоду 1998-2001. обављао дужност замјеника министра одбране Манојла Миловановића у Влади Републике Српске.